# SCP 06F6
SCP 06F6 är – eller var – ett astronomiskt objekt av okänd typ. Det upptäcktes den 21 februari 2006 i stjärnbilden Björnvaktaren när Hubbleteleskopet undersökte  galaxhopen CL 1432.5+3332.8.

## Om upptäckten
Stjärnan ökade i ljusstyrka under en period på ungefär 100 dygn, nådde ett maximum på +21 I magnitud. Därefter avklingade ljusstyrkan på en ungefär lika lång period. Uppgifterna kommer från Kyle Barbary i “Supernova Cosmology Project”.
Det spektrum som registrerades från utbrottet stämmer inte överens med någon tidigare supernova och inte heller med något annat objekt i astronomernas databaser (i första hand Sloan Digital Sky Survey).
På grund av det ovanliga spektrumet har avståndet till stjärnan inte kunnat bestämmas. Det är även osäkert om utbrottet skett i vår galax eller utanför Vintergatan.
Observationer av PTF (Palomar Transient Factory)) gav 2009 resultatet att rödförskjutningen z = 1,189 och att den absoluta magnituden var −23,5. Detta betydde att objektet ljusstyrka var jämförbara med SN 2005ap och därmed ett av de ljusstarkaste kända objekten.

## Möjliga orsaker
Supernovor når maximum på bara 20 dygn och tar sedan mycket längre tid på sig att avklinga i ljusstyrka. Forskare har föreslagit att SCP 06F6 kan vara en extremt avlägsen supernova, där tidsdilatationen medfört att tidsspannet på 20 dygn sträckts ut över en period av 100 dygn.
Andra förslag har varit att detta var frågan om en vit dvärg som kolliderat med ett svart hål.
En analys vid University of Warwick (Boris Gänsicke med flera) leder till liknande slutsatser som Barbarys grupp gjort, bland annat att detta kan röra sig om en “hel ny typ” av astronomiska objekt.